# Øresundsrådet
Øresundsrådet var et samarbejdsorgan, der blev stiftet i 1963 af danske og svenske kommuner samt kommunernes organisationer. Formålet var at beskæftige sig med spørgsmål af fælles interesse for Øresundsregionen. Rådet talte ca. 30 politikere fra Storkøbenhavn og Skåne og drøftede bl.a. udformningen og placeringen af en fast forbindelse over Øresund samt andre planlovsspørgsmål. 
Det tilskrives Øresundsrådet, at der hurtigt blev talt om en forbindelse mellem København og Malmö. Regeringerne ville formentlig have foretrukket Helsingør-Helsingborg; dels fordi etableringen her ville være billigere, dels fordi afstanden mellem København og Stockholm ved denne linjeføring kunne reduceres mest muligt. Det var også Øresundsrådet, der fødte idéen om Ørestad. En anden af rådets idéer, etableringen af en storlufthavn på Saltholm, er imidlertid aldrig realiseret. I stedet fungerer Københavns Lufthavn i Kastrup stadig som regionens internationale lufthavn. Rådet udgav i 1969 skriftet Øresundsregionen, der bl.a. rummer tegninger af planerne for regionen. 
Øresundsrådet blev nedlagt i 1990, da der blev truffet beslutning om at bygge Øresundsforbindelsen. I 1993 dannedes Öresundskomiteen, der arbejder for øget integration på tværs af Øresund.
Blandt medlemmerne af rådet var Per Kaalund (fra 1978) og Egon Weidekamp (fra 1964).